# Carl Nicolaus Adler
Carl Nicolaus Adler (* 1737; † 1816 in Stade) war ein deutscher Advokat und Bürgermeister der Stadt Stade.
1766 wurde Carl Nicolaus Adler in den Rat der Stadt Stade gewählt. Dem Stader Wandschnitt trat er 1770 bei. Als Landrat war er unter anderem seit 1787 für die Armenkommission mitverantwortlich. Seit 1788 führte er als präsidierender Bürgermeister die Ratsgeschäfte. Durch die französische Besetzung wurde Stade in das Königreich Westphalen eingegliedert und Adler 1810 als Bürgermeister abgesetzt. Kurzzeitig wurde Adler 1813 wieder Landrat und Bürgermeister, als die Franzosen sich aus dem Gebiet um Hamburg zurückziehen mussten.